# Падерно (Форли-Чезена)
Падерно (итал. Paderno) је насеље у Италији у округу Форли-Чезена, региону Емилија-Ромања.
Према процени из 2011. у насељу је живело 30 становника. Насеље се налази на надморској висини од 242 м.